# Le Broc (Puy-de-Dôme)
Le Broc ist eine französische Gemeinde mit 632 Einwohnern (Stand 1. Januar 2022) im Département Puy-de-Dôme in der Region Auvergne-Rhône-Alpes. Sie gehört zum Arrondissement Issoire und zum Kanton Issoire.

## Geographie
Im Osten des Gemeindegebietes verläuft der Fluss Allier, im Süden auch sein Zufluss Lambronnet. Nachbargemeinden sind Issoire im Norden, Parentignat im Nordosten, Les Pradeaux im Osten, Nonette-Orsonnette im Südosten, Le Breuil-sur-Couze im Süden, Saint-Germain-Lembron im Südwesten, Gignat im Westen und Bergonne im Nordwesten.

## Bevölkerungsentwicklung
| Jahr                       | 1962 | 1968 | 1975 | 1982 | 1990 | 1999 | 2013 |
| Einwohner                  | 533  | 572  | 536  | 562  | 588  | 591  | 644  |
| Quellen: Cassini und INSEE |      |      |      |      |      |      |      |

## Sehenswürdigkeiten
- Ruinen der Burg
- Dolmen von Loubaresse